# Bromure d'or(I)
Le bromure d'or(I) est un composé chimique de formule AuBr. Il peut être obtenu à partir de ses éléments constituants, ou bien par décomposition partielle du bromure d'or(III) par contrôle étroit de la température et de la pression. Il se présente sous deux variantes. AuBr-I est isomorphe du chlorure d'or(I) AuCl avec une maille tétragonale centrée de paramètres a = 673,4 pm et c = 867,4 pm et un groupe d'espace I41/amd. AuBr-P est isomorphe du monoiodure d'or avec une cellule tétragonale de paramètres a = 429,6 pm et c = 1 214,6 pm et un groupe d'espace P42/ncm.
Ces deux structure consistent en des chaînes polymériques –Br–Au–Br–Au–Br–Au– en zigzag, mais leur arrangement est différent. La forme I est caractérisée par un fort entrecroisement des chaînes, l'angle Au–Br–Au étant de 92,3°, tandis que la forme P est caractérisée par un angle Au–Br–Au plus faible, de seulement 77,1°, les chaînes formant des couches superposées.